# کریکسی
کریکسی (به اسپانیایی: Creixell) یک شهرستان در اسپانیا است که در استان تاراگونا واقع شده‌است.

## خصوصیات
کریکسی ۱۰٫۴۶ کیلومترمربع مساحت و ۳٬۳۱۹ نفر جمعیت دارد و ۴۸ متر بالاتر از سطح دریا واقع شده‌است.